# Ульяновка (Корсаковский район)
Ульяновка — деревня в Корсаковского района Орловской области России. Входит в Марьинском сельском поселении.

## География
Деревня расположено в 104 км на северо-восток от Орла, на правом берегу реки Раковка.
На 2022 год в Ульяновке улиц или переулков не числится.

## Топоним
На карте 1874 года деревня обозначена, как Ульянинская

## Население
| 2010 |
| ---- |
| 6    |

## Инфраструктура
Личное подсобное хозяйство.

## Транспорт
Просёлочная дорога.